# 51-ша армія (СРСР)
П'ятдеся́т пе́рша а́рмія (51 А) (з 20 серпня по 22 жовтня 1941 та з 19 листопада по 22 листопада 1941 — 51-ша окрема армія) — загальновійськова армія у складі Збройних сил СРСР часів німецько-радянської війни з 20 серпня 1941 по червень 1945.

## Командування

### Командувачі
- генерал-полковник Кузнецов Ф. І. (серпень — листопад 1941);
- генерал-лейтенант Батов П. І. (листопад — грудень 1941);
- генерал-лейтенант Львов В. М. (грудень 1941 — травень 1942);
- генерал-майор Котов Г. П. (травень 1942, ТВО);
- генерал-майор Кириченко М. Я. (травень — червень 1942);
- полковник Кузнецов О. М. (червень — липень та вересень 1942);
- генерал-майор Труфанов М. І. (липень 1942 та жовтень 1942 — лютий 1943);
- генерал-майор Коломієць Т. К. (липень — вересень та жовтень 1942);
- генерал-лейтенант Захаров Г. Ф. (лютий — липень 1943);
- генерал-лейтенант Крейзер Я. Г. (серпень 1943 — до кінця війни).